# Saab Spyker 9+ Tribute
Saab Spyker 9+ Tribute – wizja przyszłości dwuosobowego i dwudrzwiowego coupé zaprojektowana przez szwedzką markę Saab będącą pod skrzydłami holenderskiego producenta samochodów sportowych Spyker w studio Gray przez Eduarda Graya w 2010 roku.
Pojazd miałby dziedziczyć ze Spykerem płytę podłogową oraz centralnie umieszczoną jednostkę napędową.